# Октябрське (Томський район)
Октя́брське (рос. Октябрьское) — село у складі Томського району Томської області, Росія. Адміністративний центр Октябрського сільського поселення.
У період 1981-1992 років село мало статус селища міського типу і називалось Октябрський.

## Населення
Населення — 2103 особи (2010; 2034 у 2002).
Національний склад (станом на 2002 рік):
- росіяни — 95 %